# Tricolpia
Tricolpia är ett släkte av fjärilar. Tricolpia ingår i familjen Uraniidae.
Kladogram enligt Catalogue of Life:
| Tricolpia | \| \| Tricolpia acutaria \| \| \| \| \| \| Tricolpia biangula \| \| \| \| |
|           | \| \| Tricolpia acutaria \| \| \| \| \| \| Tricolpia biangula \| \| \| \| |
|           | Tricolpia acutaria                                                        |
|           |                                                                           |
|           | Tricolpia biangula                                                        |
|           |                                                                           |